# Ravansaari
L'île Ravansaari (en russe : Малый Высоцкий, Maly Vyssotski) est une île de Finlande située au Nord-Ouest de la Russie.

## Géographie
Elle est située en baie de Vyborg près de Vyssotsk, à 12 km au Sud-Ouest de Vyborg et s'étend sur 2,1 km de longueur et 570 m de largeur. 

## Histoire

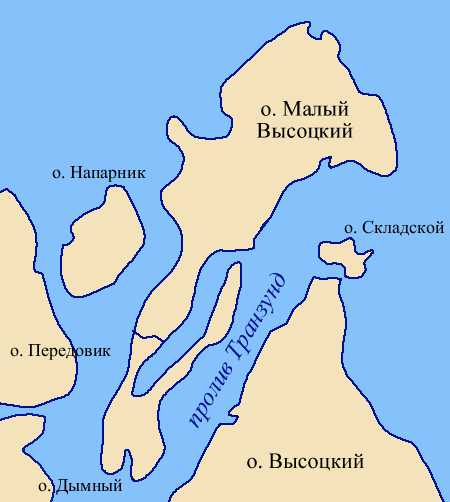
Carte russe de l'île

Elle fait partie du territoire finlandais de 1918 à 1940 et est alors habitée par un millier d'habitants travaillant pour le commerce du bois. L'Union soviétique l'annexe en 1940 lors de la Seconde Guerre mondiale et devient une partie de la République socialiste soviétique carélo-finnoise. 
Les troupes finlandaises la reprennent en 1941 mais elle retombe aux mains de l'Armée rouge en juin 1944. Elle est alors renommée en Maly Vyssotski. La Finlande a signé en 1963 un traité qui lui permet de louer à la Russie l'île et le canal de Saimaa voisin. 
En raison de son isolement et de sa double appartenance, les radioamateurs en ont fait une identité propre. C'est aussi dû au fait qu'Alexandre Popov y a fait ses premières expériences de radio. Des DX-peditions y sont organisées depuis 1988. 
Dans le cadre d'un nouveau traité de bail en 2010 entre les gouvernements finlandais et russe, l'île est de nouveau gérée par la Russie. Le traité est entré en vigueur le 17 février 2012 et l'île a ainsi été retirée de la liste des DXCC.